# Pop Idol
Pop Idol – program telewizyjny typu talent show, emitowany w brytyjskiej telewizji od 5 października 2001 do 2003 roku. Program miał na celu wyszukiwanie nowych talentów wokalnych w Wielkiej Brytanii. Pierwszym etapem były przesłuchania, w których sędziowie decydowali o przejściu do rundy finałowej, gdzie o odejściu z programu decydowała publiczność za pomocą wiadomości tekstowych lub połączeń telefonicznych. Co tydzień osoba z najmniejszą liczbą głosów odchodziła z programu, aż do wielkiego finału, gdzie ujawniany był zwycięzca. Program został zastąpiony, na kanale ITV, przez show The X Factor w 2004 roku.
Seria Idol stała się międzynarodową franszyzą medialną, jednakże twórcy zastrzegli, że w nowych narodowych wersjach nie można używać słowa pop. Nowe wersje powstały m.in. w Stanach Zjednoczonych (American Idol), Australii (Australian Idol), Niemczech (Deutschland sucht den Superstar), Polsce (Idol) oraz w ponad 100 innych krajach na całym świecie.